# Патагонски опосум
Патагонският опосум (Lestodelphys halli) e вид опосум от семейство Didelphidae.

## Разпространение
Видът е един от най-южните представители на семейството. Обитава равнинните части на Аржентина, от северната провинция Мендоса до Санта Крус на юг. Поради характерните физикогеографски и климатични условия на Патагония въпреки обширния ареал видът се характеризира с ниска гъстота на популацията. Обитава открити ливади и обезлесени части. Живее в дупки в земята.

## Описание
Представителите на вида са с тъмно сив гръб и бяло оцветена козина по корема и краката. Имат и тъмен пръстен около очите. Ушите са къси и закръглени, опашката е къса и удебелена като служи за депо за съхранение на мазнини. Женските нямат кожна торба. Това са наземни и дървесни животни. Тялото е с дължина 13 - 14 cm, на опашката е 8 - 10 cm, теглото е 70 - 80 грама. Има 19 броя млечни зърна.

## Хранене
Диетата вероятно се състои от мишки, птици, насекоми и плодове. Анатомичните особености на черепа и големите кучешки зъби например показват, че вида е предимно месояден.